# Caravanas Iconoclastas por el Libre Albedrío
Las Caravanas Iconoclastas por el Libre Albedrío (CIPLA), fueron una célula anarquista activa en la Región Metropolitana de Santiago, Chile, siendo conocido por algunos atentados en las comunas de Las Condes y Vitacura. El grupo ganó atención por parte de las autoridades por estar investigado de cerca a sus miembros durante la investigación del Caso Bombas.

## Trasfondo
Desde mediados de la década de los 2000´s la Zona Metropolitana de Santiago sufrió varios atentados con explosivos de baja intensidad, incluyendo bancos (aproximadamente un tercio de las bombas detonaron en bancos nacionales e internacionales), estaciones de policía, cuarteles de Carabineros, del ejército, iglesias, embajadas, la sede de partidos políticos, oficinas de empresas, juzgados y edificios gubernamentales. Los explosivos (comúnmente hechos con materiales caseros) extintores rellenos de pólvora o en ocasiones con explosivos como el ANFO, TNT o TATP son transportados por un grupo de dos a cuatro personas a altas horas de la noche, abandonando la carga explosiva para detonar minutos después, ocasionando daños materiales.
La única víctima mortal fue un joven anarquista, Mauricio Morales, quien murió el 22 de mayo de 2009 por una bomba que detono de manera prematura, matandolo al instante. Desde la fecha varias células anarquistas han reivindicado su muerte como fecha para cometer atentados.

### Atentados
El primer ataque del grupo fue el 28 de junio del 2009 cuando militantes abandonaron un artefacto explosivo en el cuartel de Policía de Investigaciones de Chile de la Bricrim en Ñuñoa, ataque que ocasiono únicamente daños materiales. Al día siguiente el grupo clamo responsabilidad del ataque que vinculó con las denuncias de corrupción y presunta actuación de efectivos policiales en actos de abuso sexual a menores.
El 12 de agosto del 2009 dos explosivos detonaron en Santiago, el primero en el gimnasio Sportlife en Las Condes, y otra en el gimnasio Balthus de avenida Monseñor Escrivá de Balaguer en Vitacura, ambas explosiones solo ocasionaros daños materiales. Días después el grupo Caravanas Iconoclastas por el Libre Albedrío, clamó responsabilidad del doble ataque en un comunicado donde habla de su justificación y el por que atacaron en esas comunas (las de mayor Índice de desarrollo humano en Santiago). Por la magnitud de daños y la zona donde ocurrieron los hechos este ha sido el ataque más mediático del grupo. El 26 de noviembre del 2011 el grupo saco su último comunicado en conjunto a varias células más donde se solidarizan por las detenciones y desmantelamiento de algunas células pertenecientes a la Conspiración de las Células de Fuego en Grecia y como este fenómeno se podría replicar en Chile.